# Александр Семёнович (князь новосильский)
Александр (Семёнович?) (ум. 15 сентября 1326) — князь Новосильский, предположительно сын глуховского князя Семёна Михайловича.
О биографии Александра кроме факта его убийства в Орде, как и о причинах этого, ничего не известно. Польский историк С. М. Кучиньский предположил, что Александр Новосильский был связан с великим князем Литовским Гедимином и казнь связана с литовско-ордынскими отношениями.

## Происхождение
В Любецком синодике под номером 45 упоминается «убитый от татар» князь Александр Новосильский. Первый исследователь синодика, митрополит Филарет, считал данного Александра родоначальником князей Барятинских, с чем не согласились другие исследователи. Так, Р. В. Зотов указал, что князья Барятинские происходят от тарусских князей, а не от новосильских.
Н. Квашнин-Самарин высказал предположение, что упоминаемый в синодике Александр Новосильский — одно лицо с казнённым «динаго дни на единомъ месте на реце, нарицаемеи Кондраклии» в Орде по приказу хана Узбека одновременно с великим князем Дмитрием Михайловичем Грозные Очи новосильским князем Александром, о чём Рогожский летописец упоминает под 15 сентября 1326 года. По мнению Квашнина-Самарина этот Александр был сыном глуховского князя Семёна Михайловича и дедом новосильского князя Романа Семёновича.
Исследователь истории Новосильского княжества Молчанов обратил внимание на то, что в Любецком синодике рядом с Александром (№45) записан рядом князь Михаил Глуховский (№44) и предположил, что они братья и сыновья Семёна Михайловича Глуховского. Зотов принял данную версию и развил её. По его мнению, поскольку Роман Семёнович в родословных показан сыном Семёна Михайловича, то он был внуком не Александра (как считал Квашнин-Самарин), а Михаила Семёновича.
В том же Любецком синодике упоминаются рядом с Александром Новосильским князья Семён и Сергей Александровичи (последний с припиской «убиенный от татар»), а также князь Михаил Всеволодович. Первые двое по предположению Зотова были сыновьями Александра Новосильского.
Историк Роман Беспалов обратил внимание на то, что в синодике бывшего рязанского Свято-Духова монастыря записаны «Андреян, Александр Семёновичи Новосильские», что помогло установить отчество Александра Новосильского. В то же время историк Сергей Безносюк из данной записи делает вывод о том, что Андрей звенигородский (уб.1339) был братом Александра.

## Брак и дети
Имя жены Александра неизвестно.
В Любецком синодике упомянуты Семён Александрович, возможно, тождественный отцу Ивана и Романа новосильских, и Сергей Александрович, убитый татарами.